# Batalha de Almançora
A Batalha de Almançora foi travada de 8 a 11 de fevereiro de 1250, entre cruzados liderados por Luís IX, rei da França, e forças aiúbidas lideradas pela sultana Xajar Aldur e os vizires Facradim ibne Xaique, Fariçadim Actai e Baibars. Foi travada na atual Almançora, no Egito.

## Contexto

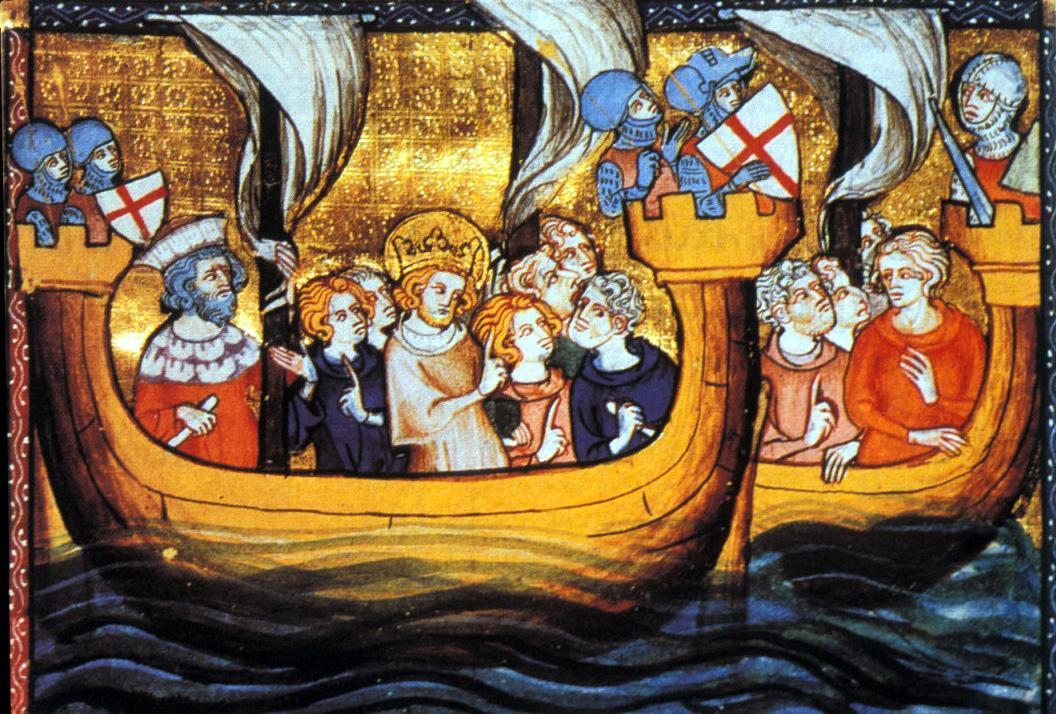
Arte representando a marcha dos cruzados para o Egito.

Em meados do século XIII, os cruzados estavam convencidos de que o Egito, o coração das forças e do arsenal do Islã, era um obstáculo à sua ambição de capturar Jerusalém, que haviam perdido pela segunda vez em 1244. No ano seguinte, durante o Primeiro Concílio de Lyon, o Papa Inocêncio IV deu seu total apoio à Sétima Cruzada que estava sendo preparada por Luís IX, Rei da França.
Os objetivos da Sétima Cruzada eram destruir a dinastia Aiúbida no Egito e na Síria e recapturar a Terra Santa. Os cruzados propuseram aos mongóis que se tornassem seus aliados contra os muçulmanos, os cristãos atacando o mundo islâmico do oeste e seus aliados atacando do leste. Guiuque, o grão-cã dos mongóis, disse ao emissário do Papa que este e os reis da Europa deveriam se submeter aos mongóis.
Os navios da Sétima Cruzada, liderados pelos irmãos do rei Luís, Carlos de Anjou e Roberto de Artésia, navegaram de Aigues-Mortes e Marselha para o Chipre durante o outono de 1248 e depois para o Egito. Os navios entraram em águas egípcias e as tropas da Sétima Cruzada desembarcaram em Damieta em junho de 1249. Luís IX enviou uma carta a Sale Aiube. O emir Facradim Iúçufe, comandante da guarnição aiúbida em Damieta, retirou-se para o acampamento do sultão em Asmum-Taná, causando um grande pânico entre os habitantes de Damieta, que fugiram da cidade, deixando intacta a ponte que ligava a margem oeste do Nilo com Damieta. Os cruzados atravessaram a ponte e ocuparam Damieta, que estava deserta. A queda da cidade fez com que fosse declarada uma emergência geral (chamada al-Nafir al-Am النفير العام), e moradores do Cairo e de todo o Egito se mudaram para a zona de batalha. Por muitas semanas, os muçulmanos usaram táticas de guerrilha contra os campos cruzados; muitos dos cruzados foram capturados e enviados para o Cairo. Como o exército cruzado foi fortalecido pela chegada de Afonso de Poitiers, o terceiro irmão do rei Luís IX, em Damieta, os cruzados foram encorajados pela notícia da morte de Sale Aiube, o sultão aiúbida. Os cruzados começaram sua marcha em direção ao Cairo. Xajar Aldur, a viúva do sultão morto, escondeu a notícia por algum tempo e enviou Fariçadim Actai a Hasankeyf para chamar Turã Xá, o filho e herdeiro, para subir ao trono e liderar o exército egípcio.

## Batalha
Os cruzados se aproximaram da batalha pelo canal de Asmum (conhecido hoje pelo nome Albar Açaguir), que os separava do campo muçulmano. Um egípcio mostrou aos cruzados o caminho para o banco de areia do canal. Liderados por Roberto de Artésia, atravessaram o canal com os Cavaleiros Templários e um contingente inglês liderado por Guilherme de Salisbury, lançando um ataque surpresa ao acampamento egípcio em Gideila, a 3 quilômetros de Almançora, e avançando em direção ao palácio real em Almançora. A liderança das forças egípcias passou para os mamelucos Fariçadim Actai e Baibars Bunduquedari que contiveram o ataque e reorganizaram as forças muçulmanas. Esta foi a primeira aparição dos mamelucos como comandantes supremos dentro do Egito. Xajar Aldur, que tinha controle total do Egito, concordou com o plano de Baibars de defender Almançora. Baibars ordenou que o portão fosse aberto para permitir que os cruzados entrassem na cidade. Os cruzados entraram correndo, pensando que a cidade estava deserta, apenas para se verem presos lá dentro. Os cruzados foram sitiados de todas as direções pelas forças egípcias e pela população local, e sofreram pesadas perdas. Roberto I de Artésia, que se refugiou em uma casa, e Guilherme de Salisbury foram mortos junto com a maioria dos Cavaleiros Templários. Apenas cinco Cavaleiros Templários escaparam vivos. Os cruzados recuaram para seu acampamento em desordem e o cercaram com uma vala e um muro. Em 9 de fevereiro, os aiúbidas atacaram os francos, que resistiram. No início da manhã de 11 de fevereiro, as forças muçulmanas lançaram uma ofensiva contra o exército franco, com fogo grego, mas foram repelidas com pesadas perdas, terminando com uma vitória franca.

## Consequências
Os egípcios recuaram para Almançora, enquanto os cruzados ocuparam o acampamento abandonado deles. Embora os cruzados tivessem derrotado seus oponentes imediatos, eles agora estavam presos diante de Almançora, sem forças para continuar, e esperando em vão por dissensão no acampamento egípcio. Os franceses, portanto, não foram capazes de explorar essa vitória e logo foram atingidos por uma epidemia de peste.
O rei Luís IX tentou negociar com os egípcios, oferecendo a rendição do porto egípcio de Damieta em troca de Jerusalém e algumas cidades na costa síria. Os egípcios rejeitaram a oferta e os cruzados, atingidos pela doença, recuaram para Damieta em 5 de abril, seguidos de perto pelas forças muçulmanas. Na subsequente Batalha de Fariscur, a última grande batalha da Sétima Cruzada, as forças cruzadas foram aniquiladas e Luís IX foi capturado em 6 de abril. Enquanto isso, os cruzados estavam circulando informações falsas na Europa, alegando que o rei francês derrotou o sultão do Egito em uma grande batalha, e o Cairo foi entregue nas mãos de Luís. Mais tarde, quando as notícias da captura de Luís IX e da derrota francesa chegaram à França, o movimento da Cruzada dos Pastores ocorreu eclodiu.